# Allgame
Allgame (tidigare All Game Guide) var en databas över datorspel, datorspelsutvecklare och spelkaraktärer. Betoningen låg på konsolspel och handhållna spel. 12 december 2014 lades spelsektionen ner.
Allgame blev en del av All Media Guide 2013, som även inkluderar Allmovie och Allmusic.